# معركة الشدادي
معركة الشدادي معركة دامت ثلاثة أيام خاضتها قوات الحكومة الموالية للرئيس السوري بشار الأسد ومقاتلي جبهة النصرة في مدينة الشدادي، الواقعة بالقرب من الحدود العراقية.